# Anselme de San Saba
Pour les articles homonymes, voir Anselme.
Anselme de San Saba ou le Jeune (mort le 3 janvier 1148) est un ecclésiastique valdôtain qui fut abbé de San Saba à Rome, légat apostolique en Angleterre en 1115, abbé de Bury St Edmunds de 1121 à 1148 et enfin évêque élu de Londres de 1136 à 1138.

## Biographie

### Origines
Anselme le Jeune nait à Aoste. Il est le fils de Richière la sœur d'Anselme d'Aoste et de son époux nommé Burgunde. Destiné à l'Église, il entre au monastère de bénédictins de Saint-Michel-de-la-Cluse dans le Piémont. Sa mère l'envoie ensuite étudier auprès de son oncle qui est alors abbé du Bec en Normandie. Il ne semble pas qu'il suive ce dernier lorsqu'il est appelle en Angleterre par le roi Guillaume le Roux pour occuper le siège d'archevêque de Cantorbéry en 1093.

### Carrière ecclésiastique
Lorsque Anselme de Cantorbéry se rend à Rome pour la seconde fois en 1103-1105, afin de rencontrer le pape Pascal II, son neveu l'accompagne. Après le retour de son oncle en Angleterre, il demeure à la cour pontificale où il reçoit le titre d'abbé de San Saba à Rome, fonction qu'il occupe jusqu'à la mort de son oncle en 1109. Lorsque les émissaires de Raoul d'Escures, le nouvel archevêque de Cantorbéry, se rendent à Rome pour obtenir le pallium, Pascal II charge Anselme de porter lui-même le pallium en Angleterre. Au passage en Normandie il rencontre le roi Henri Beauclerc à qui il remet un message du pape dans lequel ce dernier se plaint du faible niveau du denier de Saint-Pierre perçu dans les États du roi normand. Anselme se rend ensuite en Angleterre où il remet le pallium à Raoul en juillet 1111,  puis il regagne Rome. En 1115, le pape le renvoie auprès du roi Henri avec le titre de légat apostolique. Le 15 septembre, il se présente comme tel à Westminster où il est mal reçu par le roi, mais surtout par le clergé anglais, notamment l'archevêque Raoul qui estime que, comme ses prédécesseurs Anselme de Cantorbéry et Lanfranc, le titre de légat pontifical pour le royaume d'Angleterre lui revient.
En août 1116, Anselme retrouve de nouveau le roi Henri Ier en Normandie où sa demande de reconnaissance comme légat est de nouveau rejetée. En 1119, le roi d'Angleterre rencontre à Gisors le nouveau pape Calixte II avec qui il s'accorde et Anselme, s'estimant désavoué, rentre à Rome où il réside entre 1119 et 1120. En 1121, il se fixe définitivement en Angleterre où il reçoit la charge de l'abbaye de Bury St Edmunds. Le 22 mars 1136 il est élu par la majorité du chapitre de chanoines de la cathédrale Saint-Paul de Londres comme évêque de Londres et intronisé l'année suivante. Mais du fait de nouvelles difficultés avec le pouvoir royal, il doit abandonner son siège et son élection est annulée par le pape Innocent II en 1138. Il se retire alors dans son monastère de Saint-Edmond où il meurt le 3 janvier 1148.